# (6374) Beslan
(6374) Beslan ist ein Asteroid des äußeren Hauptgürtels, der am 8. August 1986 von der russische Astronomin Ljudmila Iwanowna Tschernych am Krim-Observatorium (IAU-Code 095) in Nautschnyj, etwa 30 km von Simferopol entfernt, entdeckt wurde.
Der Asteroid gehört zur Veritas-Familie, einer Gruppe von Asteroiden, die nach (490) Veritas benannt ist und vermutlich vor 8,3 (± 0,5) Millionen Jahren durch das Auseinanderbrechen eines 150 km durchmessenden Asteroiden entstanden ist.
Der Himmelskörper wurde nach Beslan benannt, der drittgrößten Stadt in der zur Russischen Föderation gehörenden Republik Nordossetien-Alanien.